# Цілинна ділянка (поблизу с. Кінські Роздори)
Цілинна ділянка — ботанічний заказник місцевого значення. Об'єкт розташований на території Пологівського району Запорізької області, поблизу села Кінські Роздори.
Площа — 3,1 га, статус отриманий у 1999 році.

## Галерея

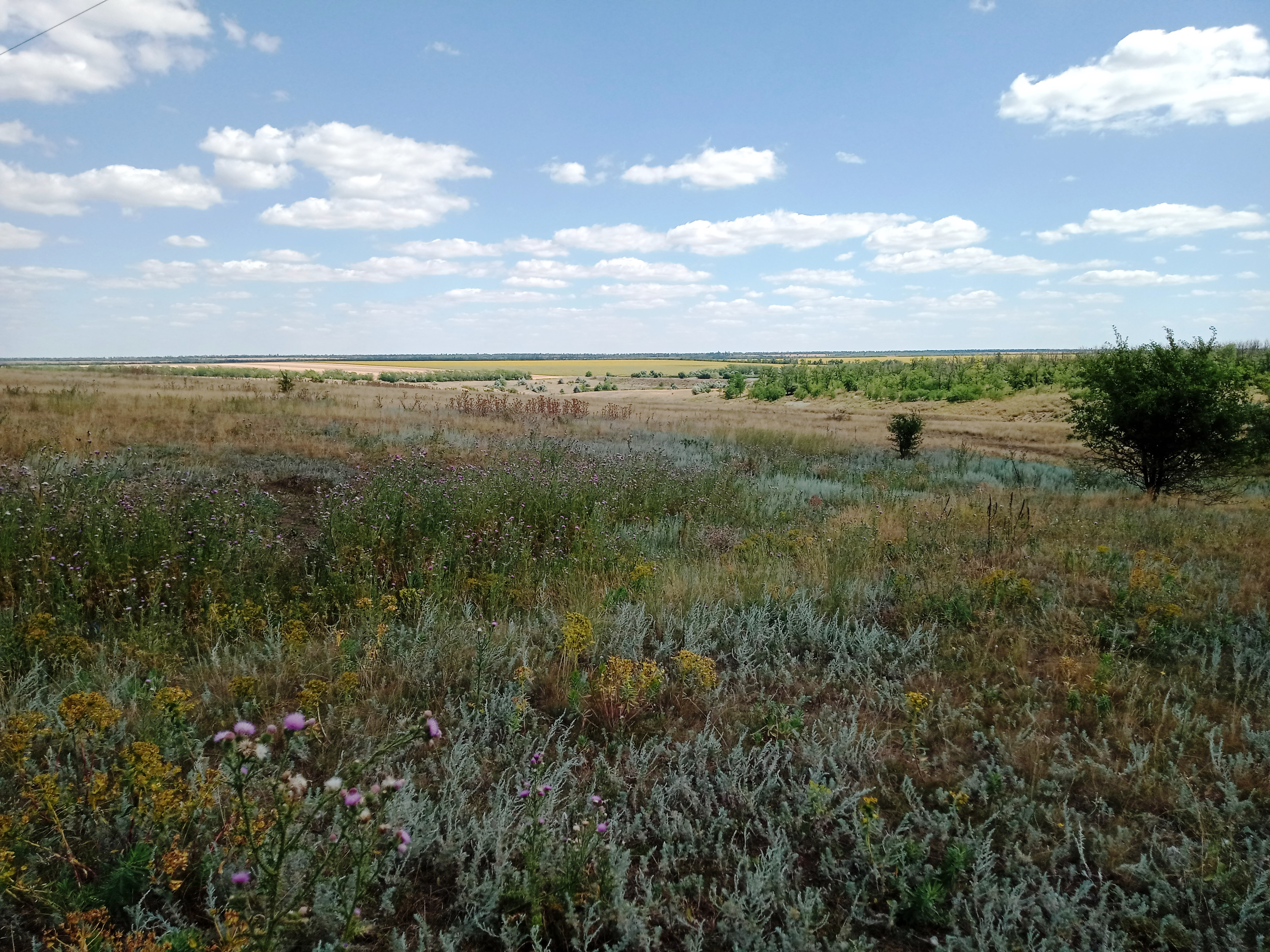
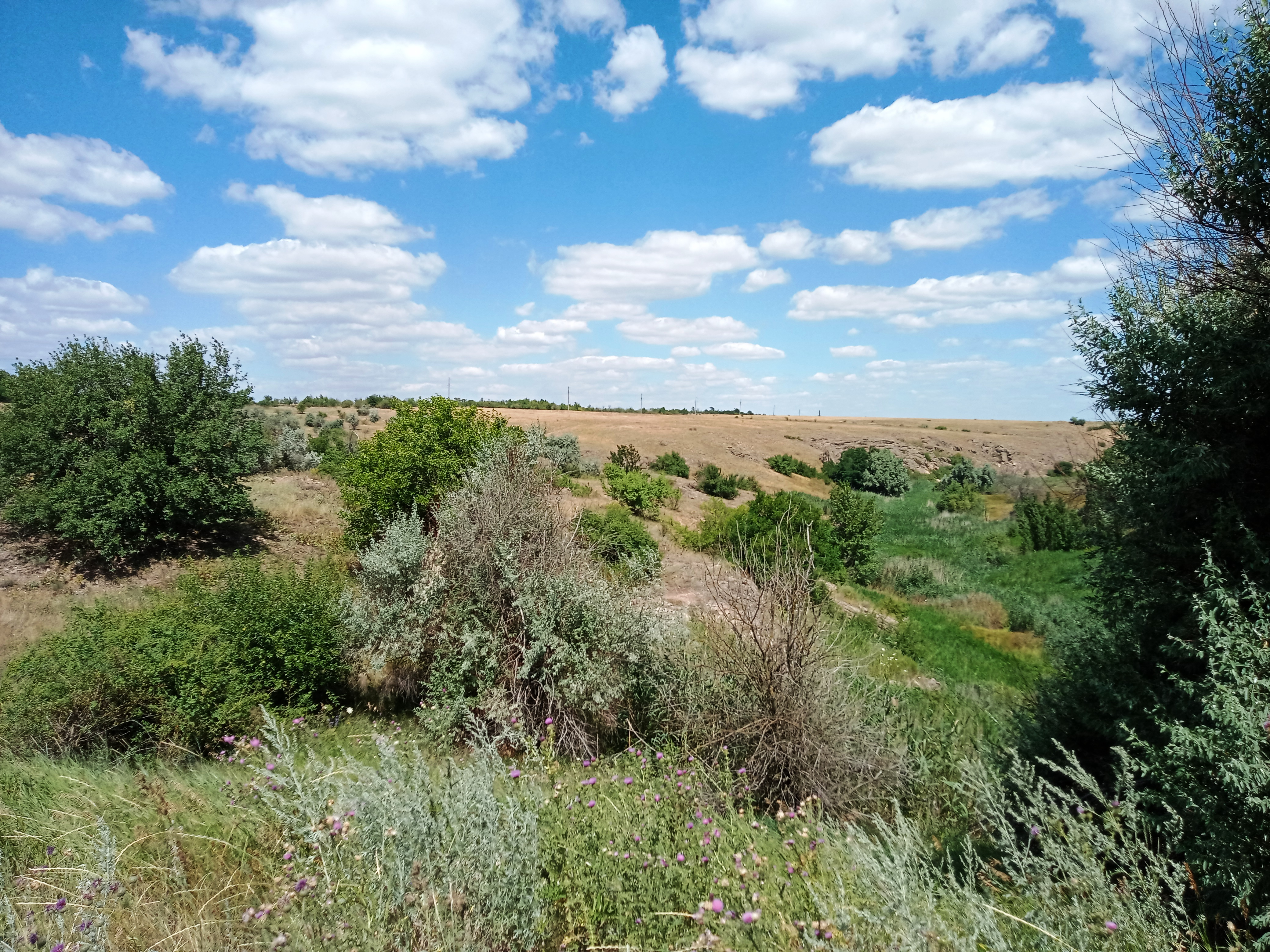
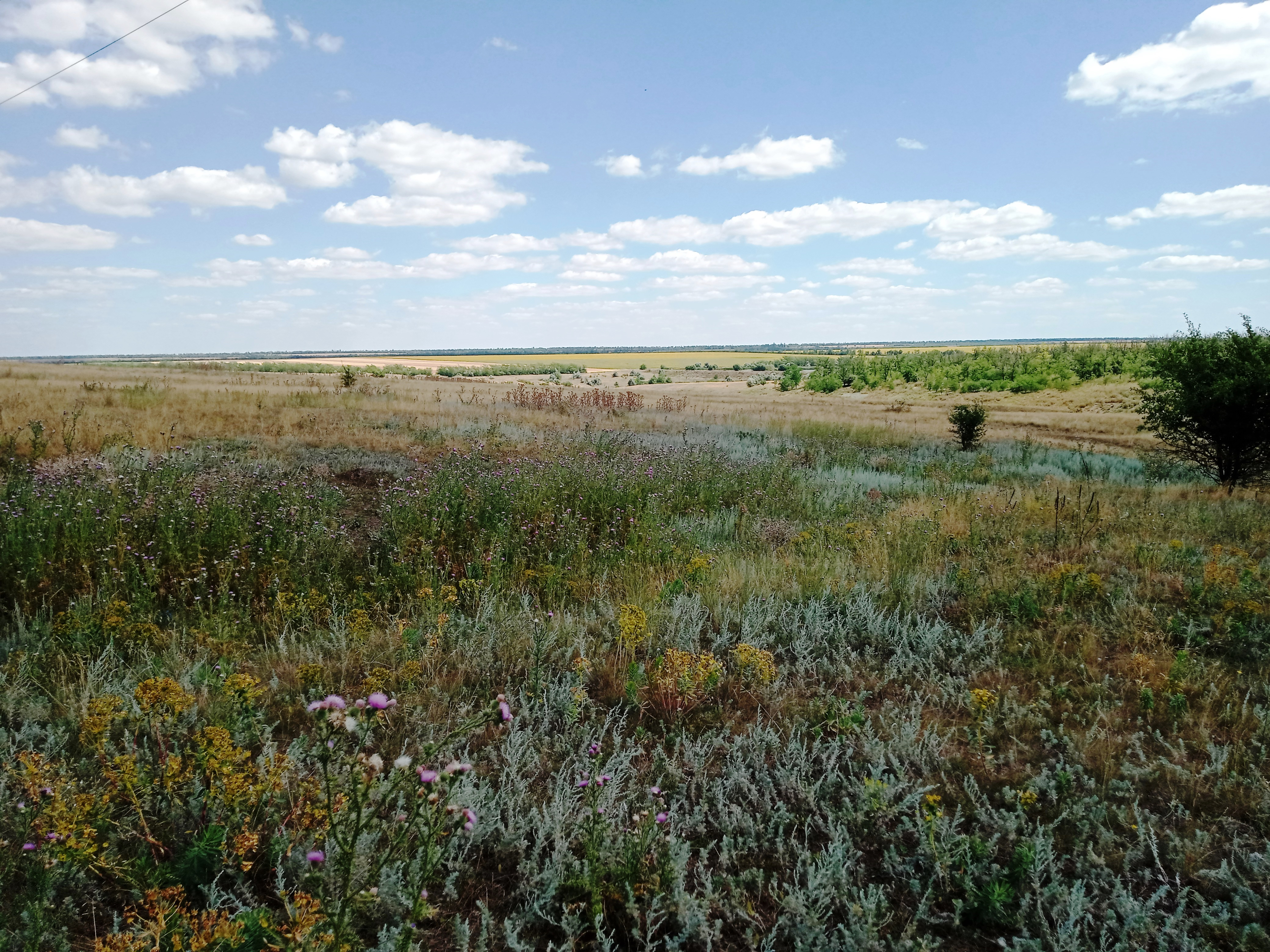
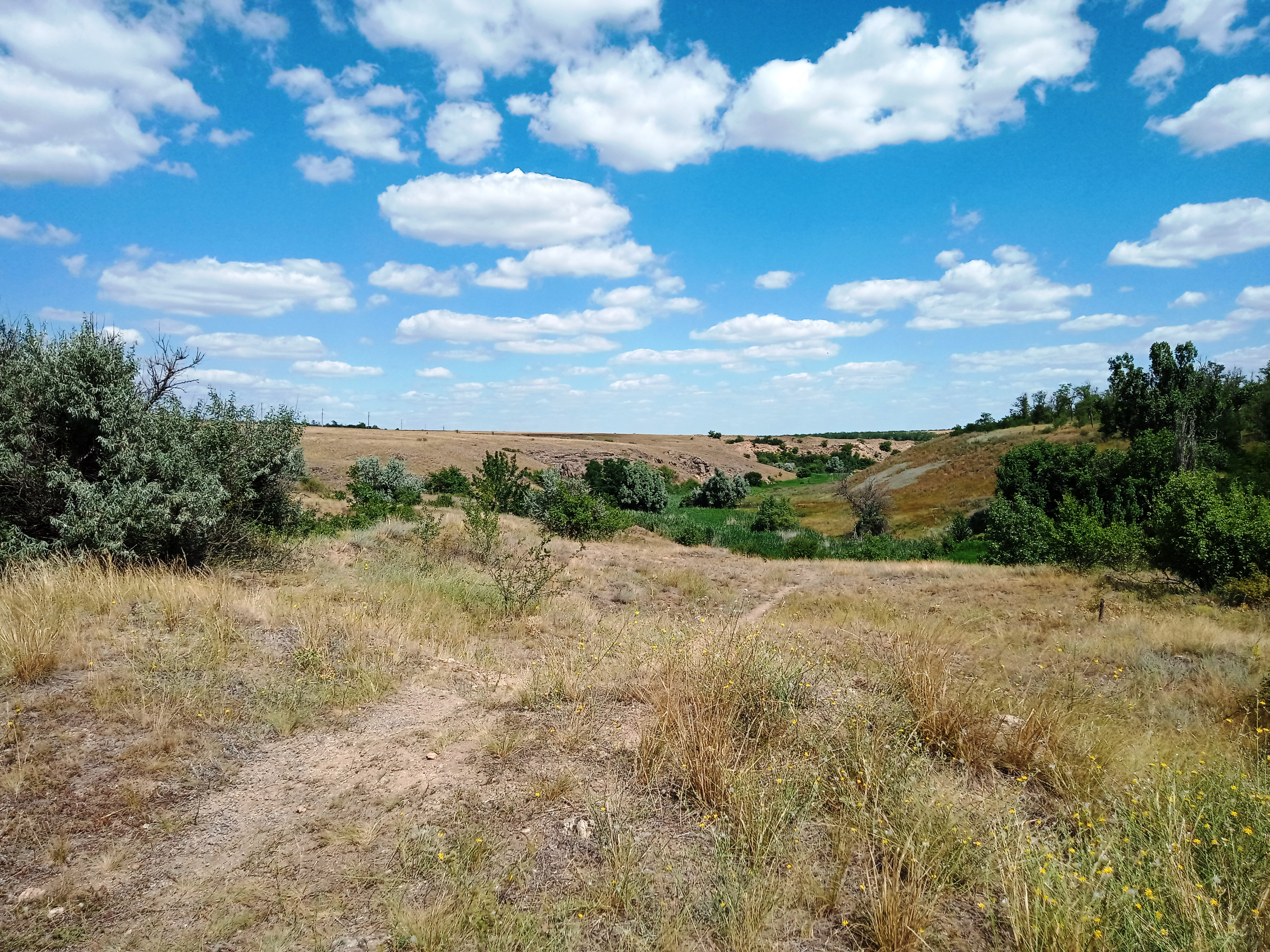